# Cecilia Bolocco
Cecilia Carolina Bolocco Fonck (Santiago, Chile, 19 de mayo de 1965), conocida como Cecilia Bolocco, es una diseñadora de moda, presentadora de televisión, modelo y actriz chilena. Se hizo conocida por haber sido elegida Miss Universo en mayo de 1987.
Participó en múltiples programas en su país, Estados Unidos y México, destacando Viva el lunes y La noche de Cecilia. También incursionó en la actuación. Estuvo casada con el expresidente argentino Carlos Menem, de quien se divorció en 2007.

## Biografía

### Familia y primeros años

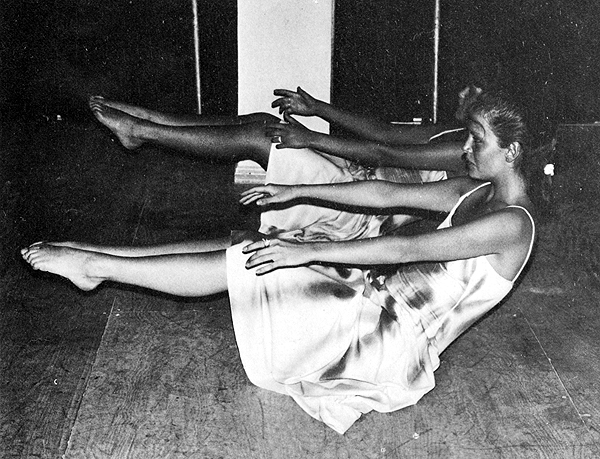
Bolocco en una de sus clases de ballet en 1985

Nació en la Clínica Santa María de Santiago, hija del empresario Enzo Bolocco Cintolesi y de Rose Marie Fonck Assler, casados en 1959. Es la tercera de cinco hermanos, siendo los mayores Juan Pablo y Rodrigo (fallecido en 1986), y las menores Verónica y Diana. Su padre era dueño de Chilemotores, en sociedad con Ford, y de la industria chilena de Televisores Bolocco, cuestionado por sus prácticas de enriquecimiento ilícito.
Durante su niñez y adolescencia, tuvo como principal pasatiempo el ballet clásico, actividad que realizó entre los cuatro y los 18 años de edad.

### Estudios
Estudió primaria y secundaria en el Santiago College y ostentó el título de reina de su colegio a los 16 años. Fue una alumna mediana, pero con notorias aptitudes para las matemáticas. En 1982 completó su educación media e ingresó en la Universidad de Santiago de Chile (USACH) a estudiar ingeniería civil, carrera que abandonó por diferencias vocacionales. Luego decidió estudiar diseño de vestuario en el instituto INCACEA, donde se recibió.

### Vida personal
Ha captado la atención de la prensa debido a sus relaciones sentimentales.
El 3 de marzo de 1990 se casó con Michael Young, productor de televisión estadounidense; el matrimonio religioso se celebró en la Recoleta Dominica y la fiesta, en el Palacio Cousiño. Los medios locales cubrieron el acontecimiento como si se tratara de una boda real. En julio de 1995 la pareja se separó, y el matrimonio fue anulado en 2001.
De regreso en Chile, tuvo una relación sentimental con su compañero en Viva el lunes, el animador de televisión Kike Morandé, que estaba casado. Finalmente, la relación se rompió en 1998, cuando Morandé decidió rehacer su familia. Luego de ello, se le vinculó sentimentalmente con el cantautor Keko Yunge y el escritor brasileño Paulo Coelho.
El 26 de mayo de 2001 se casó con Carlos Menem, expresidente de Argentina, a quien conoció durante una entrevista en la Casa Rosada en 1999, y con quien tuvo a su único hijo, Máximo Saúl Menem Bolocco (Santiago, 19 de noviembre de 2003). La pareja inició los trámites de divorcio en 2007.
En 2016 comenzó una relación sentimental con el empresario José Patricio “Pepo” Daire Barrios. Anunciaron su compromiso en 2020 y se casaron el 8 de octubre de 2022.

## Vida pública

### Miss Universo

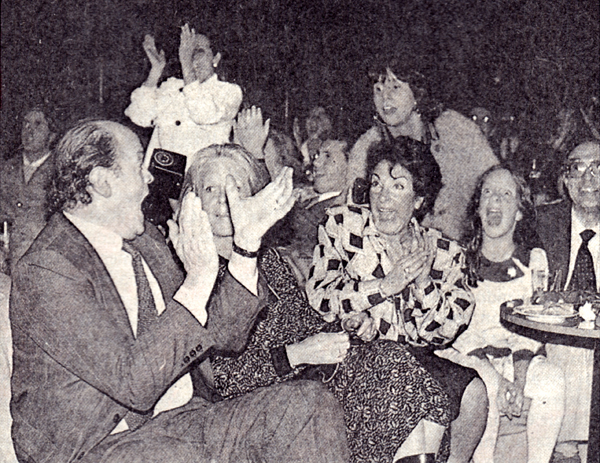
La familia Bolocco celebrando el triunfo de Cecilia en el concurso Miss Universo 1987. Segunda, de derecha a izquierda, aparece Diana Bolocco

Fue elegida Miss Chile para Miss Universo el 20 de abril de 1987, cuando declaró a la prensa: «[he ganado] porque soy la mejor; tengo personalidad, un físico agradable y, lo más importante, tengo deseos de hacerlo muy bien, de triunfar. He ganado porque lo merezco». Participó en el certamen Miss Sudamérica, realizado a fines de abril en Cartagena (Colombia).
Ganó el concurso de belleza Miss Universo 1987, celebrado en la mañana del 27 de mayo (hora local) en la Ciudad de Singapur (Singapur), convirtiéndose en la primera —y hasta ahora única— chilena en lograrlo. En la final del certamen en que fue coronada, se presentó con un vestido blanco diseñado por Rubén Campos. Tras su victoria, declaró: «Estoy realmente muy emocionada. Dedico este triunfo a todas las mujeres chilenas [...] Este triunfo no es solo mío, sino que pertenece a todos los chilenos. Estoy muy orgullosa de haber representado bien a mi querido país». Durante su reinado de un año, se radicó en Los Ángeles (California).
En Taipéi (Taiwán) el 24 de mayo de 1988, coronó a su sucesora, la tailandesa Porntip Nakhirunkanok. Fue copresentadora de Miss Universo 1993 y formó parte del panel de jueces de Miss Universo 1996.

### Carrera televisiva

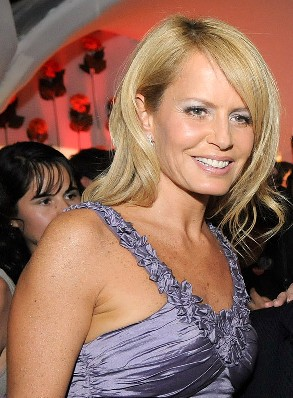
Bolocco en 2010

En 1988 inició una carrera en la televisión chilena con el programa Porque hoy es sábado en TVN. Entre 1989 y 1990, coanimó Martes 13 de Canal 13.
En junio de 1990, se mudó a Atlanta (Georgia) para trabajar como presentadora titular para CNN en Español. CNN, que tenía un acuerdo con Telemundo, decidió enviar a Cecilia a Miami (Florida). Posteriormente, en Telemundo animó La buena vida y Ocurrió así, programas por los que ganó dos premios Emmy. Debutó como actriz con el papel antagonista de Karina Lafontaine de Montero en la telenovela mexicana Morelia (1995-1996), producida por Televisa, la cual fue un éxito a nivel continental y transmitida en más de 70 países, incluyendo Chile y naciones europeas. En 1995 coanimó, junto con Antonio Vodanovic, la 36.ª edición del Festival de Viña del Mar. De regreso en Chile, en octubre de ese mismo año, coanimó uno de los programas más exitosos de la televisión chilena, Viva el lunes (1995-2001), junto con Francisco Javier Morandé y el humorista Álvaro Salas. Durante este tiempo, también tuvo su propio programa radial y condujo dos estelares en solitario, Buenas noches, Cecilia y La noche de Cecilia, ambos de Canal 13.
En febrero de 2000, fue la animadora de la 41.ª versión del Festival de Viña del Mar. Más tarde, fue invitada por su amigo, el guionista colombiano Fernando Gaitán, a participar en la telenovela colombiana Yo soy Betty, la fea. En febrero de 2001 volvió a ser la animadora de la 42.ª edición del Festival de Viña del Mar. En 2002 condujo el programa Aquí se pasa Mundial en Canal 13, junto con Álvaro Salas, que se extendió por dos temporadas, y animó la noche de clausura de la 43.ª versión del Festival de la Canción de Viña del Mar, además de participar del cierre de la Teletón en el Estadio Nacional.
Posteriormente, su proyecto televisivo, La noche de Cecilia —una continuación de su antiguo programa, pero ahora emitido por la señal de televisión abierta Mega—, no fue acompañado de buenas críticas y promedió una baja audiencia durante su corta emisión. En diciembre de 2006, volvió a Canal 13 para animar el reality show Fama en enero de 2007. En febrero de ese año, llegó a la gala de la 48.ª edición del Festival de Viña del Mar con un traje negro transparente del diseñador Rubén Campos que dejaba ver sus atributos físicos. El 14 de marzo de 2007, inició su estelar de intercambio de esposas ¿Quién cambia a quién?, basado en el programa británico Wife Swap, que se extendió por 10 episodios.
A contar del 23 de abril de 2015, y después de una invitación de la producción de Canal 13, asumió la conducción del programa Vértigo en reemplazo de su hermana Diana Bolocco, quien dejó el estelar por su pre y posnatal. Una vez que terminó el posnatal de Diana, dejó el espacio.
En 2022, vuelve a la televisión para conducir el programa de conversación Todo por ti, emitido por Canal 13, el cual se estrenó el 23 de octubre de 2022.

### Rostro publicitario y emprendimientos
Es rostro de varias exclusivas campañas de productos de belleza de la tienda por departamentos Falabella, con el eslogan «100 % actitud», tanto en Chile como en Perú. En 2008 lanzó su primera línea de ropa en Falabella. En 2024 deja de ser rostro de Falabella y es contratada por París con el anuncio del lanzamiento de su línea exclusiva de ropa en alianza con París.
En 2001 lanzó su sitio web oficial (isomos.com), el cual fue cerrado un año y medio más tarde por falta de recursos económicos.
En 2012 BMW lanzó una edición limitada de treinta automóviles modelo X1 con el sello de Cecilia Bolocco, pues ella eligió los colores de la carrocería, el diseño de las llantas y los materiales del interior. Además, en 2013 diseñó una línea de cacerolas, ollas y sartenes para Magefesa.

## Filmografía

### Presentadora de televisión
| Año(s)    | Programa                       | Emisora        | País           |
| --------- | ------------------------------ | -------------- | -------------- |
| 1988      | Porque hoy es sábado           | TVN            | Chile          |
| 1989-1990 | Martes 13                      | Canal 13       | Chile          |
| 1990-1991 | Telemundo CNN                  | CNN en Español | Estados Unidos |
| 1992-1993 | Ocurrió así                    | Telemundo      | Estados Unidos |
| 1992-1993 | La buena vida                  | Telemundo      | Estados Unidos |
| 1992-1993 | Esta noche con Cecilia Bolocco | Telemundo      | Estados Unidos |
| 1993      | Miss Universo                  | CBS            | México         |
| 1995-2001 | Viva el lunes                  | Canal 13       | Chile          |
| 1997      | Buenas noches, Cecilia         | Canal 13       | Chile          |
| 1999      | La noche de Cecilia            | Canal 13       | Chile          |
| 2002      | Aquí se pasa Mundial           | Canal 13       | Chile          |
| 2005      | La noche de Cecilia            | Mega           | Chile          |
| 2007      | Fama                           | Canal 13       | Chile          |
| 2007      | ¿Quién cambia a quién?         | Canal 13       | Chile          |
| 2015      | Vértigo                        | Canal 13       | Chile          |
| 2016      | Bailando                       | Canal 13       | Chile          |
| 2022      | Todo por ti                    | Canal 13       | Chile          |

### Actriz
| Año       | Programa             | Papel                          | Capítulo(s) | Emisora        | País     |
| --------- | -------------------- | ------------------------------ | ----------- | -------------- | -------- |
| 1995-1996 | Morelia              | "Karina Lafontaine de Montero" | 235         | Televisa       | México   |
| 2000      | Yo soy Betty, la fea | Como ella misma                | 2           | RCN Televisión | Colombia |
| 2005      | La Nany              | Como ella misma                | 1           | Mega           | Chile    |

## Controversias

### Paro de Federici
A su llegada a Chile, tras ganar el cetro de belleza mundial, el 2 de octubre de 1987 dio una conferencia donde se le consultó su opinión acerca del conflicto que sostenían estudiantes de la Universidad de Chile durante el Paro de Federici. Ella exclamó que los jóvenes debían «¡preocuparse de estudiar, porque para eso se va a la universidad!». En medio de la tensa situación política de la época a raíz de las manifestaciones estudiantiles, había sido baleada la estudiante María Paz Santibáñez a manos de un carabinero, sobre lo cual dijo: «¡Para qué se mete en problemas, para qué! ¡Para qué va a alegar! Sabe qué... ¿va a sacar algo con eso? ¿Sabía que le iba a pasar eso? ¡A lo mejor sí!». Sus respuestas desataron la ira de los detractores a la dictadura militar de Augusto Pinochet.

### ElBoloccazo
El 16 de febrero de 2000, durante el espectáculo de apertura del Festival de Viña del Mar 2000, donde era coanimadora, realizó una atrevida coreografía junto con un grupo de baile. Al levantar una de sus piernas, el traje blanco que usaba, similar a un traje de baño, se deslizó más de lo debido, dejando ver parte de su zona genital. La escena fue captada por un fotógrafo del diario La Nación y la imagen apareció al día siguiente en todos los medios del país, quedando en la memoria del público como el Boloccazo.

### La estola argentina
En mayo de 2001, apareció en la portada del semanario argentino Para Ti luciendo un peinado similar al de Eva Perón, semidesnuda y cubierta solo por una estola de piel con los colores de la bandera de Argentina. La fotografía hizo que buena parte de los argentinos la criticara negativamente, e incluso el abogado argentino Juan Carlos Iglesias la denunció por «ultraje a la bandera nacional». El 17 de mayo, en una fiesta que se realizó en su honor en Santiago de Chile, Bolocco pidió disculpas al pueblo argentino, argumentando que la idea de la estola «era darle un abrazo a la Argentina».

### Infidelidad
El 10 de mayo de 2007, la extinta revista chilena, SQP, La Revista, publicó un set de fotografías tomadas por el paparazzo chileno Ángel Mora, en las cuales aparecía Bolocco tomando sol en topless, acompañada del empresario italiano Luciano Marocchino, en la terraza de su residencia en Miami.
El fotógrafo confesó al programa Primer plano que el director de la revista, Rodrigo Danús (quien además fue representante de Bolocco en el pasado), le había encargado averiguar sobre la relación entre Bolocco y Marocchino en Estados Unidos. También aseguró que entre ella y el italiano había una relación sentimental, y que en tres meses sería capaz de demostrarlo con nuevas fotografías. El paparazzi logró situarse en una isla ubicada frente a la de Cecilia, y luego de esperar tres días, pudo capturar las imágenes que luego vendería a la revista por la suma de 24 millones de pesos chilenos.
Las fotografías causaron revuelo mediático internacional, ya que avivaban aún más el antiguo rumor sobre la supuesta separación de Bolocco y su marido, el expresidente de Argentina, Carlos Menem.
Dos días después publicadas las imágenes, Cecilia llegó a Chile y aprovechó el instante para pedir disculpas públicas a su marido, sin embargo, no accedió a dar explicaciones sobre lo ocurrido, argumentando que las fotos habían sido tomadas de forma ilegal. También aclaró que no se referiría más al tema, pero horas después concedió una entrevista al diario El Mercurio. Allí declaró que su esposo, luego de enterarse de las fotos, le había dicho «no se preocupe».
El 15 de mayo de 2007, Carlos Menem confesó que él y Cecilia estaban separados de hecho, y que solo los unía el amor al hijo de ambos, Máximo.
En su edición del 17 de mayo de 2007, el diario La Tercera aseguró que las autoridades del canal donde trabajaba Bolocco, Canal 13, estaban esperando la publicación de nuevas fotografías para que ella renunciara. Según la editora de la revista SQP, Alejandra Valle, ellos no pretendían adquirir ni publicar dichas imágenes, ya que su línea editorial no permitía exhibir fotografías «subidas de tono», incluso, el periodista y ex panelista del programa SQP, José Miguel Villouta, se aventuró a asegurar que en las enigmáticas imágenes era posible ver escenas de sexo oral entre Bolocco y Marocchino.
Pese a todos los rumores sobre el contenido de las fotos no publicadas, el paparazzi Ángel Mora declaró al programa Juntos, el show de la mañana, de Canal 13, que nadie había visto las fotos aún. Y también pidió disculpas a cualquiera que pudiera resultar afectado por la situación.
El 20 de mayo de 2007, Carlos Menem anunció que se separaría legalmente de Bolocco, luego de casi seis años de matrimonio y tres de separados.
Finalmente, la revista TV Notas publicó el 22 de mayo de 2007 las fotografías que delataron el romance entre Cecilia Bolocco y Luciano Marocchino. En ellas se veía a la pareja besándose y «en una actitud visiblemente sexual». Las imágenes fueron captadas en el mismo lugar que las fotos anteriores y por el mismo fotógrafo.
Por su parte Canal 13 declaró que Bolocco mantendría su empleo, puesto que «no nos vamos a referir a las fotos, que por lo demás tienen que ver con su vida privada».
El 5 de febrero de 2008, la revista argentina Caras publicó tres imágenes en su sitio web donde aparecía Cecilia en topless, pero esta vez acompañada de su hijo. Las imágenes fueron captadas entre el 2 y el 3 de febrero por un paparazzi contratado por la agencia uruguaya Southern-press. El fotógrafo, que se encontraba sobre una lancha motorizada en el lago que da a la terraza de Cecilia, logró capturar 31 fotografías donde se veía a Bolocco y a Máximo disfrutando del sol y la piscina.
El 19 de octubre de 2008, Bolocco asistió al programa Animal nocturno y habló por primera vez sobre Luciano Marrochino. Entre otras cosas, afirmó que siempre le gustaron los hombres mayores y que aquella fue la única vez que ambos se encontraron solos.

### Acusación de lavado de dinero
Desde junio de 2015 Cecilia Bolocco ha enfrentado una denuncia por lavado de dinero establecida por el diputado radical argentino Manuel Garrido. Se le acusa de haber actuado como intermediaria en sociedad con Carlos Menem para el lavado de activos que corresponden a una serie de propiedades en Argentina. El caso está en el juzgado a cargo de María Servini de Cubría y el fiscal Jorge Di Lello; desde el juzgado se han pedido medidas de prueba para el avance de la investigación judicial que abarca los delitos de enriquecimiento ilícito, lavado de dinero, y encubrimiento.

## Premios
- Héroes de La Concepción 1987 "Jóvenes destacados", dada por Augusto Pinochet por su triunfo en Miss Universo.
- Laurel de Oro 1989 a "Mejor Animadora de Televisión" por "Martes 13" (Canal 13).
- Emmy 1992 a "Mejor Productora", por "Esta Noche con Cecilia Bolocco (Telemundo).
- Emmy 1992 a "Mejor Conductora", por "Esta Noche con Cecilia Bolocco (Telemundo).
- Premio TV Grama 1996 a "Animadora del año", por Viva el Lunes (Canal 13).
- Premio TV Grama 1996 a "Mejor Programa de Entretenimiento", por Viva el Lunes (Canal 13).
- Premio Vitra-Punta del Este 1997, a "Figura chilena más destacada del año".
- Premio TV Grama 1997 a "Animadora del año", por Viva el Lunes (Canal 13).
- Premio TV Grama 1997 a "Mejor Programa de Entretenimiento", por Viva el Lunes (Canal 13).
- Premio APES 1997 a "Mejor Animadora de la Televisión", por Viva el Lunes (Canal 13).
- Premio Revista Caras 1998 a "11 Caras más destacadas de la década", por rubro Animación de Televisión.
- Premio TV Grama 1998 a "Animadora del año", por Viva el Lunes (Canal 13).
- Premio TV Grama 1999 a "Gran figura de la Televisión Chilena".
- Premio Distinción Federación de Mujeres para la Paz Mundial 2005.

## Posesión del título
| Predecesora: Mariana Villasante             | Miss Universo Chile 1987 | Sucesora: María Verónica Romero           |
| Predecesora: · Bárbara Palacios · Venezuela | Miss Universo 1987       | Sucesora: Porntip Nakhirunkanok Tailandia |